# 존 빅커리
존 빅커리(John Vickery, 1950년 11월 3일 ~ )는 미국의 영화배우, 텔레비전 배우, 성우이다.
앨러미다에서 태어났다.

## 영화
- 머더 바이 넘버 (2002년)
- 사라의 이중 생활 (1994년)
- 닥터 기글 (1992년)
- 동행 (1991년)
- 인생의 반전 (1988년)
- LA 로 (1986년)
- 런어웨이 (1986년)
- 원 라이프 투 리브 (1968년)